# Колонија лос Аламос, Тиро ал Бланко (Замора)
Колонија лос Аламос, Тиро ал Бланко (шп. Colonia los Álamos, Tiro al Blanco) насеље је у Мексику у савезној држави Мичоакан у општини Замора. Насеље се налази на надморској висини од 1578 м.

## Становништво
Према подацима из 2010. године у насељу је живело 9 становника.

### Хронологија
| Година       | 2005         | 2010 |
| ------------ | ------------ | ---- |
| Становништво | 29 (15 / 14) | 9    |

### Попис
| # | Индикатор                     | Вредност |
| - | ----------------------------- | -------- |
| 1 | Укупно домаћинстава           | 21       |
| 2 | Укупно насељених домаћинстава | 1        |
| 3 | Величина локације             | 1        |